# Gyōmin Kyōsantō
Die Gyōmin Kyōsantō (jap. 暁民共産党 englisch Enlightened People's Communist Party) war eine politische Partei in Japan in der Zeit vor dem Zweiten Weltkrieg. Die Partei, die eine sofortige Revolution in Japan forderte, wird von der heutigen Kommunistischen Partei Japans allerdings nicht als ihre Vorgängerpartei anerkannt. Jedoch waren mehrere ehemalige Mitglieder der Partei 1922 Teilnehmer bei der Gründung der Kommunistischen Partei.

## Gründung
Die Partei wurde am 20. August 1921 von Kondō Eizō gegründet (Kondo war im Juli desselben Jahres aus dem Gefängnis entlassen worden). Die Gründungsmitglieder der Partei bestanden aus radikalen Intellektuellen, viele von ihnen ehemalige Studenten der Waseda-Universität und Mitglieder der Society of Enlightened People. Die Gründungsversammlung, die im Geheimen abgehalten wurde, verabschiedete eine Parteiprogramm und eine Verfassung. Es wurde ein Exekutivausschuss (mit Kondo als Vorsitzenden) sowie vier weitere Ausschüsse gewählt: Finanzausschuss unter der Leitung von Nakasone Genwa, Untersuchungsausschuss unter der Leitung von Hirata Shinsaku, Publikationsausschuss unter der Leitung von Takase Kiyoshi, Propagandaausschuss unter der Leitung von Takatsu Seido.
Laut Smith ist die tatsächliche Identität der Partei unklar. Kondos Zeugnisse besagen, dass sich die Organisation als "Kommunistische Partei" bezeichnete, aber Takases Zeugnisse geben eine etwas andere Ansicht wieder. Laut Takase hieß die Organisation "Gyōmin Kommunistische Gruppe" und war eher eine informelle Vereinigung als eine strukturierte Partei. Die von der Organisation verteilten Broschüren wurden jedoch mit der Unterschrift "Hauptquartier der Kommunistischen Partei" versehen.

## Propaganda
Weniger als einen Monat nach dem Gründungstreffen begann die Partei, Propaganda in Tokio, Osaka, Kōbe und Kyōto zu verteilen. Anfang Oktober 1921 verbreitete die Partei Propagandaposter. Im November verteilte die Partei zwei Sätze von Anti-Militär-/Anti-Kriegsflugblättern an Soldaten, die sich im Raum Tokio zu einer großen militärischen Übung versammelt hatten.

## Internationale Verbindungen
Die Partei versuchte, Verbindungen zur Kommunistischen Internationale herzustellen. Vor der Gründung der Partei hatte Kondo den Ehrgeiz, selbst am dritten Kongress der Komintern teilzunehmen (der im Sommer 1921 stattfand). Bald nach der Gründung der Partei wurde ein Student der Waseda-Universität, Shigeta Yoshi, mit einer Reihe von Dokumenten der Partei nach Shanghai geschickt. Am 25. November 1921 kehrte Shigeta in Begleitung eines Vertreters der Europäischen Komintern nach Japan zurück.
Darüber hinaus wurde die Partei von einem Vertreter der Komintern, der Japan besuchte, mit der Bitte kontaktiert, einen Delegierten zum Kongress der Völker des Fernen Ostens zu entsenden. Die Partei beschloss, Takase, den Vorsitzenden des Publikationsausschusses, zu entsenden. Takase war eine von vier Personen, die Japan auf dem Kongress vertraten.

## Repression
Die Propaganda der Partei hat die Aufmerksamkeit der Polizeikräfte frühzeitig erregt. Am 12. Oktober 1921 fand die erste Welle von Verhaftungen von Parteiaktivisten statt. Nach der antimilitaristischen Aktion in Tokio im November schlug der Staat gegen die Partei durch. Am 25. November 1921 wurden Kondo, Shigeta und der Vertreter der Komintern B. Grey verhaftet. Innerhalb einer Woche wurden 40 Aktivisten der Partei verhaftet. Diese Verhaftungen markierten das Ende der Existenz der Partei. B. Grey wurde aus Japan ausgewiesen, und die Gelder, die er mitgenommen hatte, wurden beschlagnahmt.